# Bitoma
Bitoma is een geslacht van kevers uit de familie somberkevers (Zopheridae).

## Soorten
Deze lijst is mogelijk niet compleet.
| - B. brevipes - B. burakowskii - B. cavicollis - B. costata - B. crenata – Gekerfde schorskever - B. discolor - B. exarata - B. gracilis - B. granulata - B. intermedia - B. iranica - B. latiuscula - B. legendrei - B. longior - B. maura - B. morosa - B. neglecta | - B. nitidicollia - B. obsoleta - B. ornata - B. palmarum - B. paradisea - B. picicorne - B. pinicola - B. popei - B. quadricollis - B. quadriguttata - B. rufithorax - B. siviana - B. sobrina - B. sulcata - B. villosa - B. vittata |